# Heart of a Coward
Heart of a Coward — британская метал-группа из города Милтон-Кинс, играющая в жанре прогрессивный металкор. Образована в 2007 году.

## История
Heart of a Coward образовались в 2007 году в городе Милтон-Кинс, Великобритания. Изначально состав выглядел так: Том Уэб (барабаны), Тимфи Джеймс (гитара, чистый вокал), Бен Марвин (экстрим-вокал), Росс Конор (бас-гитара) и Карл Айерс (гитара).
Сразу после образования Heart of a Coward выпустили первое демо Demo 2008, в котором было три трека. В том же году выходит EP Collisions, содержащий пять треков (два из которых были переизданы). В 2009 году вышел второй EP Dead Sea, в котором были переизданы три трека. Dead Sea дал группе небольшую популярность. Помимо того из группы ушёл барабанщик Том Уэбб. На его место пришёл Крис Мэнсбридж, барабанщик группы Fellsilent.
В начале 2011 года было объявлено об уходе из группы вокалиста Бена Марвина. Стало известно, что новым вокалистом будет вокалист трэш-метал группы Sylosis Джейми Грэхэм. С новым вокалистом Heart of a Coward отправились в студию записывать свой дебютный альбом Hope and Hindrance, который был выпущен в 2012 году. К стилю группы прибавился Djent. Альбом содержал трек «Shade», который принёс группе популярность.
В 2012 году после выхода Hope and Hindrance группу покинул гитарист Тимфи Джеймс, который ушёл в образованную им вместе с Беном Марвином рэпкор-группу Hacktivist. На место нового гитариста пришёл Стив Хэйкок. После обновления состава группа подписала контракт с лейблом Century Media Records и начала записывать второй альбом Severance. Альбом вышел в ноябре 2013 года. На песни «Deadweight», «Psyhophant», «Nauseam», «Distance» были выпущены видеоклипы.
21 февраля 2015 года группа объявила о том, что закончила записывать свой третий альбом. 9 июня группа выпустила клип на песню «Hollow», которая вошла в их третий полноформатник «Deliverance», который вышел 2 октября.
8 марта 2017 года группа на своей странице в Facebook объявила об уходе вокалиста Джейми Грэхэма, сам он объяснил это так : "Мне нужно больше времени проводить с семьёй".
В начале 2018 года в группу пришёл новый вокалист Каан Тасан.
25 марта 2018 года группа выпустила ЕР "Collapse" в преддверии выхода нового альбома.
7 июня 2019 года вышел полноформатный альбом "The Disconnect", состоящий из 10 треков.
22 сентября 2023 года вышел пятый полноформатный альбом "This Place Only Brings Death".

## Состав
- Карл Айерс — гитара (с 2007)
- Крис Мэнсбридж — барабаны (с 2010)
- Вишал Кэтиа — бас-гитара (с 2010)
- Каан Тасан — вокал (с 2018)
- Дэн Торнтон — гитара (с 2022)

Бывшие участники
- Джейми Грэхэм — вокал (2011–2017)
- Тимфи Джеймс — гитара, чистый вокал (2007–2012)
- Том Уэб — барабаны (2007–2010)
- Бэн Марвин — экстрим-вокал (2007–2011)
- Росс Конор — бас-гитара (2007–2010)
- Стив Хэйкок — гитара (2012—2022)

## Дискография
Мини-альбомы
- 2008 — Demo 2008
- 2008 — Collisions
- 2009 — Dead Sea

Полноформатные альбомы
- 2012 — Hope and Hindrance
- 2013 — Severance[1]
- 2015 — Deliverance[2]
- 2019 — The Disconnect
- 2023 — This Place Only Brings Death